# 田朴珺
田朴珺（1981年2月23日—），曾用艺名焯匀。中國女演員，万科地产创办人王石二婚妻子并育有一女。

## 生平
田朴珺曾读中戏进修班，但因缺课较多被劝退，之后参演电影作品，如《三更2饺子》、《甄嬛传》等。在影视圈2年时间后进入地产行业，网传在长江商学院就读期间认识王石，以“红烧肉事件”为人所知。 但是，实际上2008年，冯仑策划了一场国外旅行活动，安排年轻女性陪侍，其中就有田朴珺参加，两人得以相识。
2012年，田朴珺在微博上发表“笨笨的红烧肉”内容，后被多位地产界人士证实其与王石的关系。
田朴珺曾与陈可辛合作投资《中国合伙人》，在北京期间与杨炅翰、蔡基旺二人同居生活。她還有批判寫作的習慣，曾发表过《75岁创业的褚时健》、《“富八代”会拥有怎样的人生》等文。另外她特別崇尚英國貴族文化，除了承辦英倫風格的承礼学院之外，在其撰寫的《三代才能培养一个贵族》一文中，因為對中華本土禮節的相對陌生以及利用中國文化做對比的不當比喻，遭到網友群嘲。她則感謝網友的批評指正。

### 演艺经历
2003年，田朴珺受导演王晶的邀请到香港试镜，出演了王晶的《神勇铁金刚》，拍完这部电影处女作就签了一家香港经纪公司。2004年，田朴珺在陈可辛监制的电影《三更2之饺子》中演配角 。2005年，参加了电影《韩城攻略》拍摄。《韩城攻略》片中，饰演翻译金智英。2006年，田朴珺报名读了长江商学院传媒管理专业，这一年，她还参演了电视剧《相思树》。2008年，在电视剧《相思树》，饰演康慧。2011年，她去纽约学习表演。2012年，在电视剧《后宫·甄嬛传》中，客串出演 “敦亲王福晋”。2013年5月13日晚，田朴珺以制片人的身份在北京出席电影《中国合伙人》首映会 。9月起，田朴珺在《智族GQ》杂志开设专栏，写有《75岁创业的褚时健》《“富八代”会拥有怎样的人生》等文章 。12月，由某网站举办的2013女性传媒大奖在京举行，田朴珺勇夺“年度突破女性奖”。2014年7月2日晚，田朴珺身着一袭兰诺高定的酒红色礼服，再次以制片人的身份，亮相乐视举办的“乐视生态·视不可挡Summer Show”发布会。发布会上，田朴珺工作室与该网站正式签约，此后，田朴珺以个人工作室的名义，推出以网络剧为重点形态的自制影视作品，以及主打个人品牌的系列纪录片。8月15日，田朴珺个人首部随笔集《习惯就好》出版；同月，田朴珺与乐视网合作的首部纪录片《谢谢你，纽约》也正式启动。11月16日下午，田朴珺现身《习惯就好》深圳见面会。12月6日，纪录片《谢谢你，纽约》在乐视网正式播出。2019年，担任《最强辩手》的导师 。3月，今日美术馆看展《Nana power怒放》。 

### 个人生活
2012年年底，田朴珺和王石的恋情曝光。2013年9月，田朴珺发表专栏 《我的男闺蜜 你不知道的陈可辛》，文章描写了一些关于陈可辛生活中的细节，引起陈可辛夫人吴君如在微博放话。2015年4月1日，田朴珺通过某品牌的官方微博发布了名为《因为你，更爱自己》的文章，分享自己眼中的现代爱情，称王石曾向其求婚，不过遭到她的拒绝，理由是两人都太忙没时间结婚。2018年10月，纽约举行的某颁奖典礼中，王石在颁奖致辞中向田朴珺表达了感谢：“谢谢我的妻子田朴珺。”这是王石首次公开承认与田朴珺的婚姻。

## 影视作品

### 电视剧
| 首播年份       | 剧名           | 角色         |
| 2002年         | 《人大主任》   | 宁晓玲       |
| 2002年         | 《花开也有声》 | 叶丹菁       |
| 2003年7月25日  | 《海滩》       | 晓畅         |
| 2006年8月30日  | 《浴火凤凰》   | 丁丁         |
| 2008年4月12日  | 《相思树》     | 康慧         |
| 2011年11月17日 | 《后宫甄嬛传》 | 敦亲王嫡福晋 |

### 电影
| 首播年份 | 剧名            | 角色       |
| 2003年   | 《神勇铁金刚》  | janet/珍纳 |
| 2004年   | 《三更2之饺子》 | Connie     |
| 2004年   | 《无法尖叫》    | 菲儿       |
| 2005年   | 《韩城攻略》    | 金智英翻译 |
| 2006年   | 《伊莎贝拉》    | 阿琼       |
| 2006年   | 《魔鬼天使》    | 阿紫       |